# Oscar Pletsch
Oscar Pletsch (auch Oskar Pletsch, * 26. März 1830 in Berlin; † 12. Januar 1888 in Niederlößnitz, heute Radebeul) war ein deutscher Maler und Illustrator.

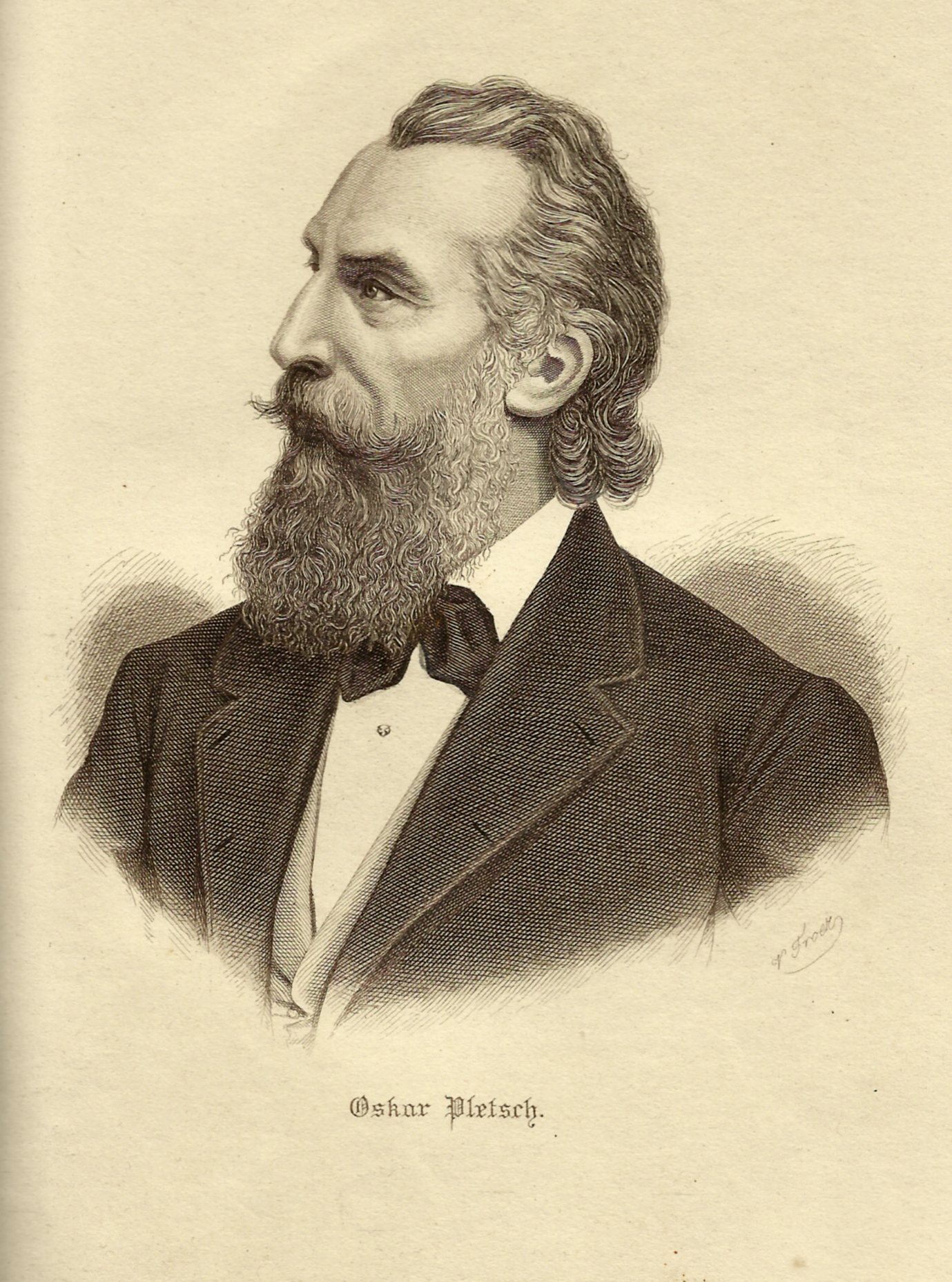
Oskar Pletsch, Stahlstich von Veit Froer, um 1888

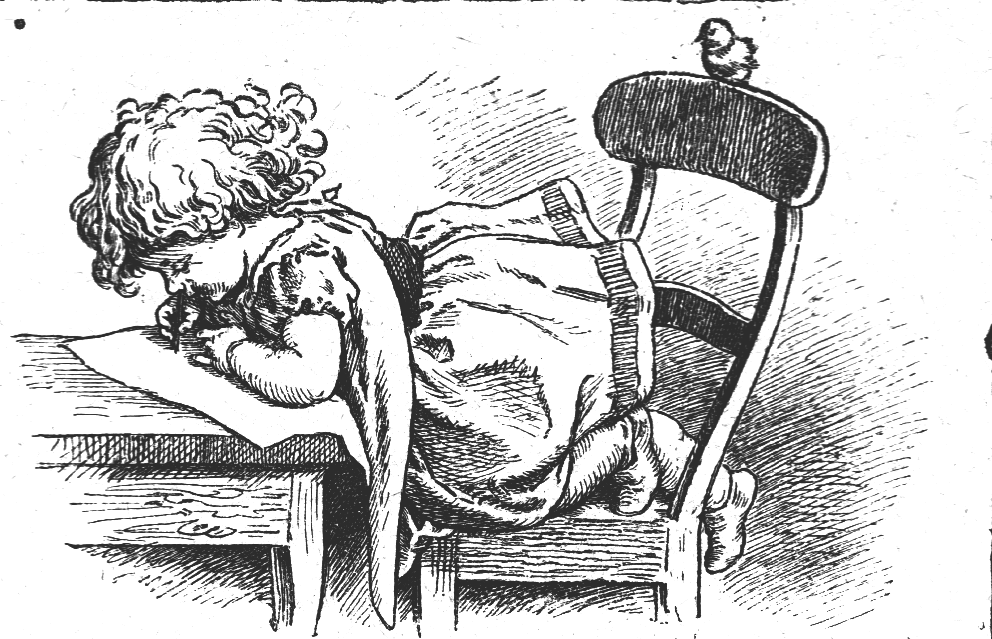
Goldene Kinderwelt, gez. von Pletsch

## Leben und Wirken
Oscar Pletsch wurde 1830 in ärmlichen Verhältnissen als Sohn eines Zeichenlehrers und Lithographen in Berlin geboren. Er studierte von 1846 bis 1850 in Dresden an der Kunstakademie bei Ludwig Richter und Eduard Bendemann. Bis 1855 arbeitete Pletsch noch in Dresden, um dann bis 1871 nach Berlin zurückzukehren. In dieser Zeit entwickelte er seine an Ludwig Richter geschulte Genremalerei (z. B. die Zeichnung: In der Backstube) mit Motiven aus dem Alltags- und Familienleben. Früh widmete er sich der Illustration, meist mit Kinderdarstellungen, zur bevorzugten Technik wurde der Holzschnitt.
Im Jahre 1858 entwarf Pletsch ein Siegel für das Johannisstift in Berlin. Er gestaltete es als Rundsiegel, das den Evangelisten Johannes mit  den Insignien Adler und Buch zeigt sowie die Umschrift  „Gott ist Liebe“ trägt.
Ihm gelang 1860 mit dem Buch Die Kinderstube in 36 Bildern ein erster großer Erfolg, von da an bis 1881 erschien in jährlicher Folge ein Kinderbuch von ihm, meist im Verlag Alphons Dürr in Leipzig. Pletsch wurde so zu einem der bedeutendsten und beliebtesten Kinderbuchillustratoren des 19. Jahrhunderts, mit Veröffentlichungen auch in England, Frankreich, Schweden und den USA. Im Rahmen der Edition: Bilder zur Deutschen Geschichte, herausgegeben vom Verlag C. C. Meinhold & Söhne, Dresden, zeichnete er die Lithographie Die Schlacht bei Fehrbellin. Auf dem Höhepunkt des Erfolgs zog Pletsch 1872 nach Niederlößnitz in ein eigenes Wohn- und Atelierhaus von den Gebrüdern Ziller in der Borstraße 57, wo er bis zu seinem Tod nach langer schwerer Krankheit 1888 lebte und arbeitete. Pletsch ist auf dem Friedhof Radebeul-West beerdigt.
Durch den sächsischen König erhielt Oscar Pletsch 1877 den Professorentitel zuerkannt.